# Ardacher IV

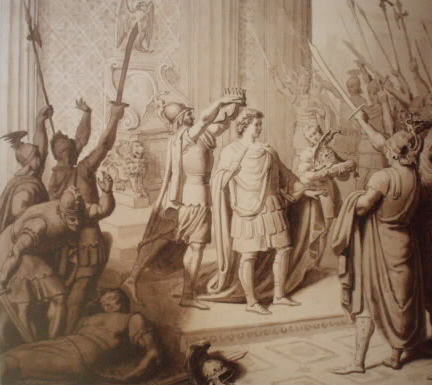
Artaxias IV coronado en 423 por Smbat III Bagratuni (imagen del).

Ardacher IV (armenioԱրտաշես), cuyo nombre aparece también con las variantes de, Artaxias, Artashes, Artashes IV Artashir, Ardases, Ardasir, y Artases fue rey de Armenia de 423 a 428. Ardacher IV fue el último rey de la Dinastía arsácida de Armenia y la última persona que mantuvo la corona del antiguo Reino de Armenia.
Era hijo de Vram-Shapuh, y a la muerte de su padre en 414, cuando tenía 10 años, no fue aceptado por los nakharars (nobles armenios).
En 423, tras un período de anarquía entre 421 y 423, en que el rey Sapor IV salió del país para reclamar el trono persa (muriendo) y los nakharars gobernaron los territorios respectivos sin autoridad central, los mismos nakharars pidieron al rey Bahram V de Persia el nombramiento de Ardacher como rey, y les fue concedido.
El rey demostró desde el principio una afición por las mujeres exagerada para la época. Los nakharars pronto criticaron los hábitos disolutos del rey, y quisieron deponerle. Sahak I, el patriarca de Armenia, no les secundó. Los nakharars, enojados, enviaron una delegación a la corte de Ctesifonte dirigida por el monje Surmak de Manzakert[cita requerida], que acusó a Sahak. Bahram V llamó a Sahak y al rey Artajes, y los depuso. Armenia fue incorporada como provincia a Persia, y Surmak sustituyó a San Sahak como Patriarca.